# زبان برنامه‌نویسی تابعی منطقی جبری
زبان برنامه‌نویسی تابعی منطقی جبری (ALF)
زبان برنامه‌نویسی تابعی منطقی جبری (به انگلیسی: Algebraic Logic Functional programming language) که به صورت مخفف «ALF» نیز شناخته می‌شود، یک زبان برنامه‌نویسی است که دو روش مهم برنامه‌نویسی یعنی برنامه‌نویسی تابعی و برنامه‌نویسی منطقی را با هم ترکیب کرده‌است.
به زبان ساده، این زبان به شما کمک می‌کند تا برنامه‌هایی بنویسید که هم از توابع ریاضی استفاده کنند و هم بتوانند از منطق برای تصمیم‌گیری بهره ببرند.

### ALF چیست؟
ALF بر پایهٔ یک منطق خاص به نام "منطق هورن با تساوی" طراحی شده است. این منطق شامل دو بخش است:
1. منطق هورن: برای نوشتن قوانین و شرط‌ها در برنامه‌نویسی منطقی استفاده می‌شود.
2. توابع و معادلات: برای محاسبات ریاضی و برنامه‌نویسی تابعی به کار می‌روند.

در ALF شما می‌توانید توابع ریاضیاتی را تعریف کنید و در عین حال از قوانین منطقی برای کنترل جریان برنامه استفاده کنید.

### چرا ALF طراحی شده است؟
هدف از طراحی ALF این بوده که بهترین ویژگی‌های دو روش برنامه‌نویسی تابعی و منطقی را ترکیب کند. به این صورت که:
- شما می‌توانید از توابع ریاضیاتی در منطق‌های خود استفاده کنید.
- می‌توانید قوانینی بنویسید که بر اساس شرایط خاص اجرا شوند.
- برنامه‌نویسی به شکلی ساده‌تر و منظم‌تر انجام شود.

این زبان برای حل مسائل پیچیده، به ویژه در هوش مصنوعی، طراحی شده است و می‌تواند به شما کمک کند تا مسائل را به بخش‌های کوچکتر و ساده‌تر تقسیم کنید.

### ویژگی‌های مهم ALF
1. ترکیب منطق و توابع: در ALF می‌توانید از منطق برای نوشتن قوانین و از توابع ریاضیاتی برای انجام محاسبات استفاده کنید. این ترکیب باعث می‌شود برنامه‌ها انعطاف‌پذیرتر شوند.
2. قانون وضوح: این قانون به ALF اجازه می‌دهد تا مسائل منطقی را با دقت بررسی کند و بهترین راه‌حل را پیدا کند.
3. خرد کردن (Narrowing): خرد کردن به این معناست که یک مسئله بزرگ به مسائل کوچکتر تقسیم می‌شود تا حل آن آسان‌تر شود. این روش به ALF کمک می‌کند تا مسائل را سریع‌تر حل کند.
4. دوباره‌نویسی: ALF از قوانین دوباره‌نویسی استفاده می‌کند تا برخی از مسیرهای غیرضروری را حذف کند و فقط روی بخش‌های مهم تمرکز کند.
5. رد کردن: اگر ALF تشخیص دهد که یک مسیر اشتباه است (مثلاً دو عبارت با هم ناسازگار هستند)، آن مسیر را رد می‌کند تا زمان کمتری صرف شود.

### چگونه ALF کار می‌کند؟
ALF از یک سیستم قوی برای ترکیب منطق و توابع استفاده می‌کند. این سیستم به صورت زیر کار می‌کند:
- مرحله اول: قوانین منطقی و توابع تعریف می‌شوند.
- مرحله دوم: یک مسئله به ALF داده می‌شود.
- مرحله سوم: ALF مسئله را به بخش‌های کوچکتر تقسیم می‌کند (خرد کردن).
- مرحله چهارم: مسیرهای غیرممکن را حذف می‌کند (رد کردن).
- مرحله پنجم: با استفاده از قوانین دوباره‌نویسی، راه‌حل نهایی را پیدا می‌کند.

### مثال ساده از ALF
فرض کنید می‌خواهید بررسی کنید که آیا یک عدد زوج است یا نه. در ALF، می‌توانید این مسئله را به این صورت بنویسید:
```
is_even(0).
is_even(X) :- X > 0, X1 is X - 2, is_even(X1).
```

در اینجا:
- اگر عدد برابر با 0 باشد، زوج است.
- اگر عدد بزرگتر از 0 باشد، ALF 2 واحد از آن کم می‌کند و دوباره بررسی می‌کند.

### کاربردهای ALF
1. هوش مصنوعی: ALF برای حل مسائل منطقی و پیچیده در هوش مصنوعی بسیار مناسب است. این زبان به شما کمک می‌کند تا الگوریتم‌هایی برای یادگیری ماشین یا حل مسائل منطقی طراحی کنید.
2. تحقیق و آموزش: ALF در دانشگاه‌ها و مؤسسات تحقیقاتی برای آموزش برنامه‌نویسی منطقی و تابعی استفاده می‌شود.
3. سیستم‌های پیچیده: این زبان می‌تواند در سیستم‌هایی که نیاز به تحلیل‌های پیچیده دارند (مانند سیستم‌های خبره) به کار رود.

### مزایای ALF
- سادگی: ALF با وجود توانمندی‌های زیاد، ساختار ساده‌ای دارد و یادگیری آن نسبتاً آسان است.
- سرعت: با استفاده از دوباره‌نویسی و رد کردن، برنامه‌ها سریع‌تر اجرا می‌شوند.
- انعطاف‌پذیری: ترکیب منطق و توابع باعث می‌شود که بتوانید مسائل مختلف را به روش‌های خلاقانه حل کنید.

### محدودیت‌های ALF
- برای مسائل بسیار بزرگ ممکن است زمان زیادی نیاز داشته باشد.
- اجرای آن نیازمند درک خوبی از منطق و توابع است.

### نتیجه‌گیری
ALF یک زبان برنامه‌نویسی خاص و قدرتمند است که برای ترکیب منطق و ریاضیات طراحی شده است. این زبان برای افرادی که به دنبال ابزارهای قوی برای حل مسائل پیچیده هستند، یک انتخاب عالی است. با یادگیری ALF، می‌توانید برنامه‌هایی بنویسید که هم دقیق باشند و هم سریع عمل کنند. اگر به هوش مصنوعی یا برنامه‌نویسی منطقی علاقه دارید، حتماً ALF را امتحان کنید!